# Kohnstein

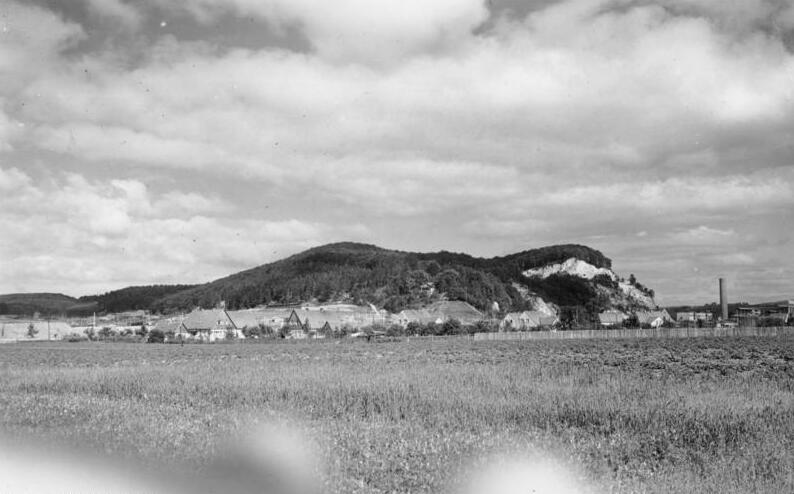
Vue du Kohnstein en 1945 peu après la prise par les Alliés

Le Kohnstein est une colline de Thuringe, en Allemagne, à 2 kilomètres au sud-ouest du village de Niedersachswerfen et à 3 kilomètres au nord-ouest du centre de la ville de Nordhausen. Des tunnels y furent creusés pour l'extraction de gypse qui ont ensuite été utilisés comme dépôt de carburant et de produits chimiques et pour des usines de l'Allemagne nazie, dont l'usine de fusées Mittelwerk V-2 qui utilisait la main-d'œuvre forcée de Mittelbau-Dora.

## Chronologie
- 1917–1934 : La Badische Anilin und Soda-Fabrik (BASF) achète la propriété et y extrait l'anhydrite pour le gypse[1],[2].

- Eté 1935 : Sur une suggestion d'IG Farben, la Wirtschaftliche Forschungsgesellschaft (WIFO) (en français : Compagnie de recherche économique) [3] mena des études sur la mine pour y centraliser un dépôt de carburant et de produits chimiques[1],[4].

- 1936 : Wifo reprend les mines pour  y créer une réserve centrale de pétrole hautement secrète[2]. L' Association de recherche industrielle du gouvernement travailla à l'adaptation des tunnels et des galeries pour le stockage de produits chimiques critiques comme le tétra-éthyle de plomb (Additif aux essences automobile et aviation pour en doper les capacités antidétonantes.)[5].

- 1937–1940 : les phases I et II de Wifo pour étendre les tunnels sont achevées et le site stocke du pétrole, de l'essence et des produits chimiques  ainsi que des stocks de poisons chimiques[1].

- Mi-juillet 1943: un planificateur de production pour Gerhard Degenkolb (c'est-à-dire le Comité spécial A-4), Paul Figge, détermina que le site semblait idéal pour la production d'A-4, mais Hermann Göring initialement interdit son utilisation pour la production de missiles (Hitler annula cet ordre)[1],[2],[3].

- Fin août 1943 : Le ministère de l'Armement saisit l'installation à l'organisation du plan quadriennal d'Hermann Göring[3].

- Fin novembre 1943: Mittelwerk GmbH loue la mine Kohnstein à Wifo, son  propriétaire[1],[3].

- Début septembre 1943: Albin Sawatzki, Arthur Rudolph et une dizaine d'ingénieurs s'installent à l'usine de Nordhausen en provenance de Peenemünde[1]

- Septembre 1943 : Début de la conversion des tunnels pour la production de fusées V-2 [6].

- Printemps 1944 : la construction de la ventilation et du chauffage est terminée[7].

- Mai ou juin 1944: Mittelwerk doit comprimer toutes ses installations dans les tunnels 21 à 46, perturbant la production[3].

- 11 avril 1945 : Après avoir précédemment pénétré dans l'usine de Nordhausen par le nord via les Junkers Nordwerke, la 3e division blindée et la 104e division d'infanterie américaines atteignent la ville de Nordhausen le 11 avril 1945 et découvrent les morts et les malades des baraquements de la Boelcke Kaserne[3],[8].

- Juin 1945 : l'armée américaine quitte l'usine de Nordhausen conformément à la directive JCS 1067/14, avec des pièces, des machines-outils et des documents (y compris les plans du projet de missile intercontinental A-9 /A-10) laissés aux Soviétiques[8].

- Été 1948 : l'armée soviétique démolit les deux entrées du réseau de tunnels [2].

- 1995 : Une nouvelle entrée de tunnel est creusée dans l'ancien tunnel ferroviaire A. Par la suite, une section de 710 m du système de tunnels est ouverte aux visiteurs.

- Après la réunification de l'Allemagne en 1990, les tunnels ont été fréquemment pillés par des chercheurs de trésors qui y ont accédé via la mine privée au nord du Kohnstein. De grandes parties du réseau sont inondées par les eaux souterraines, tandis que d'autres parties se sont effondrées. Willi Kramer, un archéologue et scientifique allemand qui a plongé dans le réseau de tunnels en 1992 et 1998, a estimé que 70 tonnes de matériel avaient été volées. L'accès par ces entrées n'a été sécurisé qu'en 2004, lorsque la mine a fait faillite[9].

## Tourisme et balade
En 1366, les comtes de Hohnstein firent construire le Schnabelsburg (un château, plus tard un restaurant pour les excursionnistes) sur le Kohnstein. A Maienkopf, à partir de 1934, existait un théâtre de plein air de 500 places. Plus récemment, la Kaiser Way (une ancienne route militaire ou Heerstraße ) longe le Kohnstein. A proximité se trouve le sentier du Karst . A environ e 550 mètres à l'est du sommet et à environ 600 mètres au nord-ouest de l'ancien camp de concentration de Mittelbau-Dora se trouve une zone ouverte dans les bois où plusieurs sentiers se rejoignent et connue sous le nom de Komödienplatz . La Komödienplatz accueille les festivals de mai du Nordhausen Grammar School ( Nordhäuser Gymnasium ), fondé en 1835 ; les écoliers montaient des comédies latines.